# ユー・レイズ・ミー・アップ (ウエストライフの曲)
「ユー・レイズ・ミー・アップ」 (You Raise Me Up)は、ウエストライフの5枚目のアルバム『フェイス・トゥー・フェイス』からの最初のシングルで、全通算で19枚目にあたるシングルとなる。

## 概要
この曲は、元はノルウェーとアイルランド出身の二人組の演奏家「シークレット・ガーデン」による楽曲(詳しくはその項を参照。)である。現在全世界で数多くのアーティストにカバーされ、イギリスでは他にアイルランドの女性歌手グループケルティック・ウーマンによるカバーや、アメリカでは、ロサンゼルス出身のジョシュ・グローバンによるものが代表される。ウエストライフのバージョンは ブライアンの脱退後、初の全英シングルチャート、アイルランドシングルチャート1位に輝き、オーストラリア ARIAチャートでも3位とカバーシングルながら世界的に大ヒットとなり、また同時発売のアルバム『フェイス・トゥー・フェイス』も全英シングルチャート1位となり、歌手としての地位を不動のものにするきっかけにもなった。これで全英ナンバー1シングル12作目となる快挙となった。セールスでは、イギリスだけで54万枚の売上げを記録。 彼らは、発表後すぐ2005年 に行われたノーベル平和賞コンサートで本楽曲を手がけたシークレット・ガーデンとコラボレーションして話題となり、2009年 にはアメリカ大統領バラク・オバマを迎えてのノーベル平和賞コンサートで新曲と共にそれぞれ披露した。また、毎回コンサートでも曲目リストに入れるなどウエストライフにおいて欠かせない楽曲の一つとなっている。カップリングには過去のナンバー1ヒットシングルの楽曲の新録音によるアコースティックバージョンが収められている。

## トラック・リスト
- イギリス

CD1
1. "You Raise Me Up" – 4:00
2. "World Of Our Own" (Acoustic Version) – 3:30

CD2
1. "You Raise Me Up" – 4:00
2. "Flying Without Wings" (Acoustic Version) – 3:30
3. "My Love" (Acoustic Version) – 3:48

## 音楽チャート
| Chart (2005年)                           | Peak position |
| ---------------------------------------- | ------------- |
| オーストラリア ARIAチャート              | 3             |
| オーストリア シングル チャート           | 59            |
| オランダオランダ語地域 シングル チャート | 47            |
| ドイツ シングル チャート                 | 11            |
| アイルランド シングル チャート           | 1             |
| ノルウェー シングル チャート             | 3             |
| スウェーデン シングル チャート           | 7             |
| スイス シングル チャート                 | 18            |
| イギリス全英シングルチャート             | 1             |

## 年間音楽チャート
| 年間音楽チャート (2005年)        | Position |
| -------------------------------- | -------- |
| アイルランド シングル チャート   | 1        |
| 全英シングルチャート             | 9        |
| 年間音楽チャート (2006年)        | Position |
| オーストラリア シングル チャート | 14       |

### 週間音楽チャート
| 先代 "Push the Button" by the Sugababes                        | Irish Singles Chart number-one single (Westlife version) October 27, 2005–December 1, 2005 | 次代 "My Humps" by The Black Eyed Peas |
| 先代 "I Bet You Look Good on the Dancefloor" by Arctic Monkeys | UK Singles Chart number-one single (Westlife version) 30 October 2005–5 November 2005      | 次代 "Hung Up" by Madonna              |